# Pik Ismail Samani
Der Pik Ismail Samani (tadschikisch Қуллаи Исмоили Сомонӣ/Qullai Ismoili Somonij; russisch Пик Исмаила Самани/Pik Ismaila Samani) ist der höchste Berg Tadschikistans und der vierthöchste des Pamirs.

## Geschichte
Zu Zeiten nach der russischen Eroberung und der Sowjetunion war er der höchste Berg des jeweiligen Landes. Er hieß von 1932 bis 1962 Pik Stalin, benannt nach Josef Stalin, und von 1962 bis 1998 Pik Kommunismus. Der heutige Name geht auf Ismail Samani (tadschikisch Исмоил Сомонӣ/Ismoil Somonij) zurück, den Emir des Samanidenreichs, der in Tadschikistan als „Vater des Vaterlandes“ verehrt wird. Der altpersische Herrscher wurde 849 n. Chr. in Balch (heutiges Afghanistan) geboren und starb 907 n. Chr. in Buchara (heutiges Usbekistan).
Bis 1928 wurde der knapp 90 km entfernte Pik Lenin (7134 m) für den höchsten Berg im sowjetischen Teil des Pamir gehalten. Eine Berechnung der Deutsch-Sowjetischen Alai-Pamir-Expedition unter Willi Rickmer Rickmers zeigte jedoch noch eine höhere Erhebung. Anfangs wurde der Gipfel mit dem Pik Garmo identifiziert; erst 1932 wurde durch weitere sowjetische Expeditionen klar, dass es sich um zwei verschiedene Berge handelt.
Im Jahr 1933 erfolgte durch eine große sowjetische Expedition die Erstbesteigung des Pik Stalin. Man hatte erhebliche Schwierigkeiten wegen der Höhe und der extremen Kälte; von den sechs Bergsteigern der Spitzengruppe konnte nur Jewgeni Abalakow am 3. September 1933 die Erstbesteigung vollenden. Diese Besteigung gilt jedoch nicht als sicher. Expeditionsleiter Nikolai Gorbunow musste kurz vor dem Gipfel aufgeben. Ein Bergsteiger war beim Aufstieg verunglückt.
Der Berg ist einer der fünf auf dem Gebiet der ehemaligen UdSSR liegenden Siebentausender-Gipfel. Der Schneeleopard-Orden wird an die Bergsteiger verliehen, die alle fünf Gipfel bezwungen haben.
Drei Gletscher (Fortambek-, Moskwin- und Walter-Gletscher) liegen an der Nordseite des Berges.